# Abd Al Rahman III.
Abd Al Rahman III. (arabsko عبد الرحمن الثالث, DIN: ′Abd ar-Rahmān ibn Muhammad ibn ′Abd Allāh ibn Muhammad ibn ′abd ar-Rahman ibn al-Hakam ar-Rabdi ibn Hisham ibn ′abd ar-Rahman ad-Dakhil, špansko Abderramán III), kordovski emir (912-929)  in kalif (929-961) iz andaluške veje Omajadske dinastije, * 889 ali 891, Córdoba, † 961, Córdoba. Bil je sin arabskih in baskovskih staršev ter najljubši vnuk svojega dedka, emirja Abd Allaha. 
Na kordovski prestol je prišel kot dvajsetletnik in vladal pol stoletja kot najmočnejši vladar na Iberskem polotoku. Bil je strpen do vseh verstev in med njegovo vladavino je Cordoba postala znanstveno središče zahodne Evrope. 
Abd Al Rahman III. je veljal za privlačnega moškega bele polti, modrih oči in črne brade, katerega dokaz so bile njegove arabske korenine. Kljub olikani in velikodušni naravi pa je bil sposoben izjemne krutosti, še posebej do svojih sovražnikov. Imel je tri žene, vendar poleg njih tudi veliko število ljubic s katerimi je imel še več otrok. Eden izmed njegovih otrok je bil tudi Hisham II., ki je po njegovi smrti prevzel oblast, vendar ne za dolgo, saj je bil še premlad.
Leta 912 je Abd Al Rahman III. nasledil svojega pokojnega dedka Abd Allaha. Takrat je imel približno enaindvajset let in brez kakršnihkoli vojaških ali administrativnih izkušenj. Kljub temu je vzel stvari v svoje roke in od srede 10. stoletja si je prizadeval  za osvojitev izgubljenega umajadska ozemlja. Na začetku svojega vladanja se je srdito boril proti upornikom, ki so jih sestavljali muladi, barbari in kristjani. Po dobrih petindvajsetih letih konstantnih bojev, pogajanj in sklepanja mirovnih pogodb si je uspel podrediti upornike in utrditi svojo moč na ozemlju Al Andaluz.
Njegova notranja politika v času, ko je bil emir, je temeljila na pomiritvi in ponovni osvojitvi ozemlja Al Andaluz. Organiziral je več vojaških pohodov proti barbarom v Campo de Calatrva in Andaluzijo (Valencia, Sevillia…). Leta 917 se je večinski del Al Andaluzijskega ozemlja podredil cordobski kroni, razen mejnih območij na severu Iberskega polotoka in južnih ozemelj pod oblastjo Omar Ibn Hafsúna. Z zadnjima vojaškima pohodoma leta 924 in 925, zahvaljujoč svoji diplomatski sposobnosti, je dosegel združiti celotno ozemlje Al Andaluz.
Po drugi strani pa je njegova zunanja politika temeljila na uničenju in osvojitvi ozemelj na severu polotoka, na katerih so živeli kristjani. Najpomembnejša bitka Abd Al Rahmana III. je bila v Pamploni leta 920 (Batalla de Valdejunquera). Krščanska ozemlja so ravno v tistem času bila še posebej šibka, saj so se med seboj borili za prevzem oblasti. Ta trenutek šibkosti pa je Abd Al Rahman III. tudi izkoristil in prodrl proti severu polotoka ter premaknil mejo do reke Duero.
Leta 929 se je Abd Al Rahman III. razglasil za kalifa Al Andaluza, ki v arabščini pomeni »božji odposlanec« in amir al-muminin, ki pomeni »princ vseh vernikov«. Bil je tudi poveljnik vojske. Z njegovim imenovanjem se začenja obdobje njegovega vladanja kot kalifa. Poleg tega je naročil izgradnjo palače Medina Azahara, ki je postala centralni administrativni sedež ozemlja Al Andaluz. Združeval je  muslimane, ki so tu živeli, afriške province in krščansko-judovske skupnosti.
Abd Al Rahman III. je poleg upravljanja ozemlja Al Andaluz nadzoroval tudi ozemlje na severu Afrike. Tu se je boril s fatimovci, ki so hoteli združiti islam pod svojo oblast. Poleg tega so fatimovci nadzorovali tudi ključne trgovske poti med Afriko in Sredozemljem. Na koncu je Abd Al Rahman III. še izboljšal in stabiliziral svojo moč na severu Afrike in leta 931 osvojil še Ceuto. Hkrati je vzpostavil še odnose z bizantinskim in germanskim imperijem.
Leta 961 je Abd Al Rahman III. v triinšestdesetem letu starosti umrl v palači Medina Azahara. Njegov dolgoletni cilj združitve ozemlja Al Andaluz se je izpolnil in Córdoba je postala glavno središče muslimanskega imperija na zahodu.